# コンプリート・スタジオ・レコーディングス
『コンプリート・スタジオ・レコーディングス』(英語: Complete Studio Recordings)は、イギリスのロックグループ、レッド・ツェッペリンの10枚組CDボックス・セットである。1993年9月24日にアトランティック・レコードから発売された。全てのレッド・ツェッペリンのスタジオアルバムがデジタルリマスタリングされて収録され、それまで発売されておらずボックスセットにのみ収録された曲もディスク10に入っている。アルバムは年代順に並んでいるが、『プレゼンス』のみ例外で『聖なる館』と『フィジカル・グラフィティ』の間になっている。その意図としては、後者を2枚入りのスリーブにまとめたかったからである。
セットにはロック・ジャーナリストのキャメロン・クロウによる評論とバンドの写真も含まれている。

## ディスク1 『レッド・ツェッペリン I』
1. グッド・タイムズ・バッド・タイムズ (Good Times Bad Times / Page, Jones, Bonham) – 2:46
2. ゴナ・リーヴ・ユー (Babe I'm Gonna Leave You / Trad-arr.by Jimmy Page) – 6:41
3. ユー・シュック・ミー (You Shook Me / Willie Dixon) – 6:28
4. 幻惑されて (Dazed And Confused / Jimmy Page) – 6:26
5. 時が来たりて (Your Time Is Gonna Come / Page, Jones) – 4:14
6. ブラック・マウンテン・サイド (Black Mountain Side / Jimmy Page) – 2:05
7. コミュニケイション・ブレイクダウン (Communication Breakdown / Page, Jones, Bonham) – 2:27
8. 君から離れられない (I Can't Quit You Baby / Willie Dixon) – 4:42
9. ハウ・メニー・モア・タイムズ (How Many More Times / Page, Jones, Bonham) – 8:28

## ディスク2 『レッド・ツェッペリン II』
1. 胸いっぱいの愛を(Whole Lotta Love / Bonham, Jones, Page, Plant) – 5:34
2. 強き二人の愛(What Is And What Should Never Be / Page, Plant) – 4:44
3. レモン・ソング(The Lemon Song / Bonham, Jones, Page, Plant) – 6:19
4. サンキュー(Thank You / Page, Plant) – 4:47
5. ハートブレイカー(Heartbreaker / Bonham, Jones, Page, Plant) – 4:14
6. リヴィング・ラヴィング・メイド(Livin' Lovin' Maid,lt;She's Just A Woman> / Page, Plant) – 2:39
7. ランブル・オン(Ramble on / Page, Plant) – 4:23
8. モビー・ディック(Moby Dick / Bonham, Jones, Page) – 4:21
9. ブリング・イット・オン・ホーム(Bring It on Home / Page, Plant) – 4:20

## ディスク3 『レッド・ツェッペリン III』
1. 移民の歌 (Immigrant Song / Page, Plant) – 2:23
2. フレンズ (Friends / Page, Plant) – 3:54
3. 祭典の日 (Celebration Day / Jones, Page, Plant) – 3:28
4. 貴方を愛しつづけて (Since I've Been Loving You / Jones, Page, Plant) – 7:24
5. アウト・オン・ザ・タイルズ (Out on The Tiles / Bonham, Page, Plant) – 4:05
6. ギャロウズ・ポウル (Gallows Pole / Traditional -arr by Page, Plant) – 4:56
7. タンジェリン (Tangerine / Jimmy Page) – 2:57
8. ザッツ・ザ・ウェイ (That's The Way / Page, Plant) – 5:37
9. スノウドニアの小屋 (Bron-Y-Aur Stomp / Jones, Page, Plant) – 4:16
10. ハッツ・オフ・トゥ・ロイ・ハーパー (Hats off to,lt;Roy> Harper / Traditional -arr by Charles Obscure) – 3:42

## ディスク4 『（レッド・ツェッペリン IV）』
1. ブラック・ドッグ (Black Dog / Jones, Page, Plant) – 4:56
2. ロックン・ロール (Rock And Roll / Bonham, Jones, Page, Plant) – 3:41
3. 限りなき戦い (The Battle Of Evermore / Page, Plant) – 5:52
4. 天国への階段 (Stairway To Heaven / Page, Plant) – 8:03
5. ミスティ・マウンテン・ホップ (Misty Mountain Hop / Jones, Page, Plant) – 4:39
6. フォア・スティックス (Four Sticks / Page, Plant) – 4:45
7. カリフォルニア (Going To California / Page, Plant) – 3:32
8. レヴィー・ブレイク (When The Levee Breaks / Bonham, Jones, Page, Plant, Memphis Minnie) – 7:08

## ディスク5 『聖なる館』
1. 永遠の詩 (The Song Remains the Same / Page, Plant) – 5:30
2. レイン・ソング (The Rain Song / Page, Plant) – 7:39
3. 丘のむこうに (Over the Hills and Far Away / Page, Plant) – 4:50
4. クランジ (The Crunge / Bonham, Jones, Page, Plant) – 3:17
5. ダンシング・デイズ (Dancing Days / Page, Plant) – 3:43
6. デジャ・メイク・ハー (D'yer Mak'er / Bonham, Jones, Page, Plant) – 4:23
7. ノー・クォーター (No Quarter / Jones, Page, Plant) – 7:00
8. オーシャン (The Ocean / Bonham, Jones, Page, Plant) – 4:31

## ディスク6 『プレゼンス』
1. アキレス最後の戦い (Achilles Last Stand / Page, Plant) – 10:25
2. フォー・ユア・ライフ (For Your Life / Page, Plant) – 6:20
3. ロイヤル・オルレアン (Royal Orleans / Bohnam, Jones, Page, Plant) – 2:58
4. 俺の罪 (Nobody's Fault but Mine / Page, Plant) – 6:27
5. キャンディ・ストア・ロック (Candy Store Rock / Page, Plant) – 4:07
6. 何処へ (Hots on for Nowhere / Page, Plant) – 4:43
7. 一人でお茶を (Tea for One / Page, Plant) – 9:27

## ディスク7 『フィジカル・グラフィティ（ディスク1）』
1. カスタード・パイ (Custard Pie / Page, Plant) – 4:13
2. 流浪の民 (The Rover / Page, Plant) – 5:36
3. 死にかけて (In My Time of Dying / Bohnam, Jones, Page, Plant) – 11:04
4. 聖なる館 (Houses of the Holy / Page, Plant) – 4:01
5. トランプルド・アンダーフット (Trampled Underfoot / Jones, Page, Plant) – 5:35
6. カシミール (Kashmir / Bonham, Page, Plant) – 8:31

## ディスク8 『フィジカル・グラフィティ（ディスク2）』
1. イン・ザ・ライト (In the Light / Jones, Page, Plant) – 8:44
2. ブロン・イ・アー (Bron-Yr-Aur / Page) – 2:06
3. ダウン・バイ・ザ・シーサイド (Down by the Seaside / Page, Plant) – 5:14
4. テン・イヤーズ・ゴーン (Ten Years Gone / Page, Plant) – 6:31
5. 夜間飛行 (Night Flight /Jones, Page, Plant) – 3:36
6. ワントン・ソング (The Wanton Song / Page, Plant) – 4:06
7. ブギー・ウィズ・ステュー (Boogie with Stu / Bonham, Jones, Page, Plant, Ian Stewart, Mrs.Valens) – 3:51
8. 黒い田舎の女 (Black Country Woman / Page, Plant) – 4:24
9. シック・アゲイン (Sick Again / Page, Plant) – 4:43

## ディスク9 『イン・スルー・ジ・アウト・ドア』
1. イン・ジ・イヴニング (In The Evening / Jones, Page, Plant) – 6:49
2. サウス・バウンド・サウレス (South Bound Saurez / Jones, Plant) – 4:12
3. フール・イン・ザ・レイン (Fool in the Rain / Jones, Page, Plant) – 6:12
4. ホット・ドッグ (Hot Dog / Page, Plant) – 3:17
5. ケラウズランブラ (Carouselambra / Jones, Page, Plant) – 10:34
6. オール・マイ・ラヴ (All My Love / Jones, Plant) – 5:53
7. アイム・ゴナ・クロール (I'm Gonna Crawl / Jones, Page, Plant) – 5:30

## ディスク10 『最終楽章 (コーダ) と4つのボーナス・トラック』
1. ウィアー・ゴナ・グルーヴ (We're Gonna Groove / Ben E. King, James Bethea) - 2:40
2. プア・トム (Poor Tom / Page, Plant) - 3:01
3. 君から離れられない (I Can't Quit You Baby / Willie Dixon) - 4:17
4. ウォルターズ・ウォーク (Walter's Walk / Page, Plant) - 4:31
5. オゾン・ベイビー (Ozone Baby / Page, Plant) - 3:35
6. ダーリーン (Darlene / Bonham, Jones, Page, Plant) - 5:06
7. モントルーのボンゾ (Bonzo's Montreux / Bonham) - 4:17
8. ウェアリング・アンド・ティアリング (Wearing and Tearing / Page, Plant) - 5:31

ボーナス・トラック
1. ベイビー・カム・オン・ホーム (Baby Come on Home / Berns, Page, Plant) – 4:30
2. トラヴェリング・リヴァーサイド・ブルース (Traveling Riverside Blues / Johnson, Page, Plant) – 5:11
3. ホワイト・サマー／ブラック・マウンテン・サイド (White Summer/Black Mountain Side / Page) – 8:01
4. ヘイ・ヘイ・ホワット・キャン・アイ・ドゥ (Hey Hey What Can I Do / Bonham, Jones, Page, Plant) – 3:55

## リリース詳細
| 国 | 日付   | レーベル                   | 発売形態           | カタログ番号 |
| -- | ------ | -------------------------- | ------------------ | ------------ |
|    | 1993年 | アトランティック・レコード | CDボックス・セット | 82526        |